# De Parken (Apeldoorn)

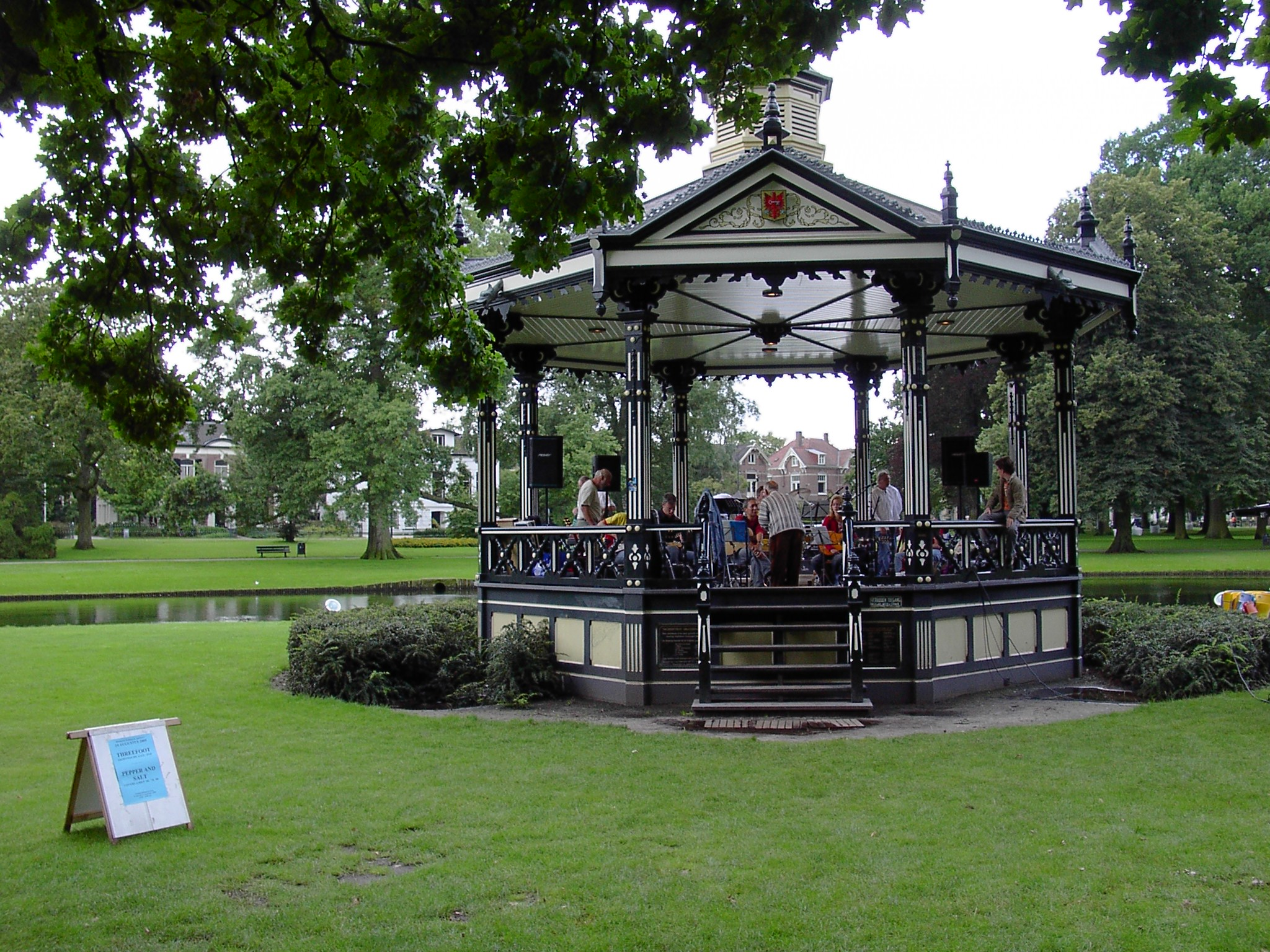
Muziekkoepel in het Oranjepark

De Parken is een wijk van Apeldoorn. De villawijk ligt aan de noordkant van de binnenstad en omvat ruwweg het gebied tussen de Laan van Kerschoten, de Generaal van Heutszlaan, de Deventerstraat en de Kerklaan / Koninginnelaan.
De wijk is genoemd naar de vier min of meer aaneengesloten parken die in de wijk liggen: Oranjepark, het Wilhelminapark, het Prinsenpark en het Verzetsstrijderspark. Verder is de wijk zelf ook parkachtig vanwege de relatief grote tuinen, de bomen in de lanen en het stratenplan zelf in Engelse landschapsstijl.
In de 19e eeuw lagen in het gebied drie landgoederen, de Pasch, De Vlijt en Sophia's Hoeve. Deze zijn aan het eind van die eeuw door projectontwikkelaars aangekocht, ontmanteld en verkaveld. Alleen het woonhuis van landgoed De Vlijt, Marialust, staat er nog.
De meeste huizen zijn tussen 1880 en 1920 gebouwd, ze zijn vaak vrijstaand en bijna altijd is er een serre of een veranda. De meeste huizen zijn ook versierd door gebruik van verschillende steensoorten of versieringen in of met het houtwerk. Ten slotte zijn de meeste villa's apart ontworpen en zijn er dus bijna geen identieke te vinden.
In 2005 is de hele wijk tot rijksbeschermd stadsgezicht aangewezen. Daarvoor was het al gemeentelijk beschermd. Daarnaast zijn er veel individuele panden tot gemeentelijk monument en ook een behoorlijk aantal tot rijksmonument aangewezen.
In de wijk zijn tevens twee middelbare scholen gevestigd, het Gymnasium Apeldoorn en de Koninklijke Scholengemeenschap (KSG). Ook is het Hoger Hotelonderwijs van Saxion Hogescholen gevestigd in deze wijk.
Aan het Wilhelminapark bevindt zich de Theologische Universiteit Apeldoorn, de enige universiteit die Apeldoorn rijk is.

## Rijksmonumenten
De volgende rijksmonunumenten zijn te vinden in de wijk:

### Villa's
- Bas Backerlaan 16
- Deventerstraat 33 (Sonnevanck), 37, 39 (Talens-villa)
- Emmalaan 1
- Frisolaan 22, 24
- Gen. van Swietenlaan 11
- Van der Houven van Oordtlaan 2
- Kerklaan 29-31, 33, 41, 49
- Mariannalaan 4, 6 (Casa Blanca)
- Mr. van Hasseltlaan 1b (Gratia), 3, 5, 23, 25 (Klein Vredeoord), 27 (Crijocora)
- Molleruslaan 38 (Hermitage)
- Oranjelaan 9
- Regentesselaan 10, 11 (De Pasch), 12 (Op den Paschviever)
- Van Rhemenslaan 9
- Tutein Noltheniuslaan 14 (de Zeeuwsche knoop)
- Verzetsstrijderspark 10 (Marialust)
- Wilhelminapark 8

### Schoolgebouwen
- Kastanjelaan 8-10, Gymnasium en conciërgewoning
- Kerklaan 21-23, voormalige Koningin Wilhelminaschool
- Molleruslaan 32 & 42, klok van de Koninklijke Hogere Burgerschool (de huidige Koninklijke Scholengemeenschap)

### Kerken
- Grote Kerk
- Regentessekerk
- Barnabaskerk
- Kerkgebouw de Koningshof

### Parken
- Oranjepark
- Wilhelminapark
- Prinsenpark
- Verzetsstrijderspark

### Universiteit
- Theologische Universiteit Apeldoorn

Zie ook de lijst van rijksmonumenten in Apeldoorn.